# Dreamland (album de Black Box)
Pour les articles homonymes, voir Dreamland.
Albums de Black Box
Mixed Up
(1991)
Singles
1. Ride on Time
Sortie : 19 juillet 1989
2. I Don't Know Anybody Else (en)
Sortie : 18 décembre 1989
3. Everybody Everybody (en)
Sortie : 15 mars 1990
4. Fantasy
Sortie : 29 octobre 1990
5. Strike It Up (en)
Sortie : 6 février 1991
6. Open Your Eyes
Sortie : novembre 1991
7. Hold On
Sortie : 1992

Dreamland est le premier album studio du groupe de musique électronique italien Black Box. L'album est sorti le 8 mai 1990 sous le label RCA Records. L'album a été certifié disque d'or aux États-Unis et au Royaume-Uni. L'album est aujourd'hui généralement connu pour la chanson à succès Ride on Time et les poursuites judiciaires qui ont suivi par Loleatta Holloway et Martha Wash pour leur manque de crédit et de paiement pour leurs contributions vocales à l'album.

## Liste des titres
Toutes les chansons sont écrites et composées par Mirko Limoni, Daniele Davoli et Valerio Semplici (à part où indiqué).
| 1.    | Everybody Everybody       |                                                  | 5:24 |
| 2.    | I Don't Know Anybody Else |                                                  | 4:36 |
| 3.    | Open Your Eyes            |                                                  | 5:21 |
| 4.    | Fantasy                   | Eduardo del Barrio, Maurice White, Verdine White | 5:14 |
| 5.    | Dreamland                 |                                                  | 2:03 |
| 6.    | Ride on Time              | Davoli, Limoni, Semplici, Dan Hartman            | 4:37 |
| 7.    | Hold On                   |                                                  | 5:38 |
| 8.    | Ghost Box                 |                                                  | 3:57 |
| 9.    | Strike It Up              |                                                  | 5:15 |
| 40:41 |                           |                                                  |      |